# Карликова косатка

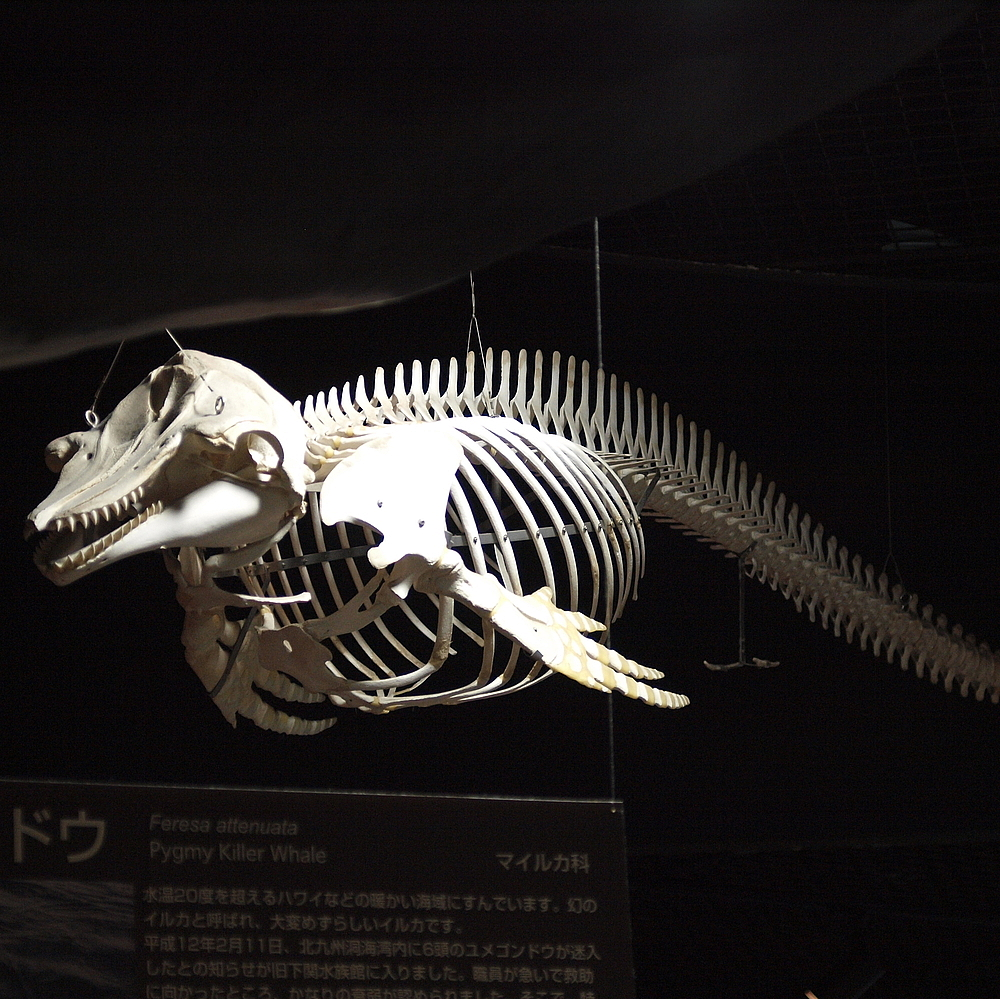
Скелет карликової косатки

Карликова косатка, або фереза (Feresa attenuata) — рідкісний вид ссавців родини дельфінових. Єдиний представник роду карликових косаток (Feresa).

## Поширення
Це тропічний / субтропічний вид, що мешкає в океанічних водах по всьому світу в цілому між 40° пн.ш. і 35° пд.ш. Він звичайно не підходить близько до берега, за винятком деяких районів, де глибокі, чисті води дуже близько до берега (це наприклад, Гаваї).

## Морфологія

### Морфометрія
Голова і тіло довжиною 207—287 см, нагрудний плавник довжиною 40—50 см, спинний плавник 20-30 см заввишки, вага 110—156 кг.

## Опис
Голова у Feresa attenuata відносно невелика, заокруглена спереду, без дзьоба, з невеликим ротом. Спинний плавник трикутної форми, неглибоко вирізаний по задньому краю. Грудні плавники закруглені на кінці і становлять п'яту частину довжини тварини. Забарвлення тіла чорне і тільки на череві присутній різна за формою яскраво-біла пляма. Іноді черево і боки трохи світліші спини.

## Поведінка
Їжею служить риба й кальмари.